# أركان التصوف
أَرْكَانُ التَّصَوُّفِ أو أُصُولُ التَّصَوُّفِ عند الصوفية هي أربعة عناصر ملازمة للتزكية عند المريد والسالك للحفاظ على التخلية والتحلية ضمن منهج الوسطية والاعتدال.

## الأركان
اتفق المتصوفة على أن الطريق الصوفي له أربعة أركان هي عماد المريد والسالك في طريق الله  هي:
1. الجوع: أو قلة الطعام.[3]
2. الصمت: أو قلة الكلام.[4]
3. السهر: أو قلة المنام.[5]
4. العزلة: أو قلة مخالطة الأنام.[6]

## مشروعيتها
أعطى سيدنا علي بن أبي طالب  تعريفا جزيلا لأركان التصوف في طريق الله ، وذلك في قوله:
| أركان التصوف      | إِذَا أَرَادَ اللَّهُ سُبْحَانَهُ صَلَاحَ عَبْدِهِ أَلْهَمَهُ: 1. قِلَّةَ الْكَلَامِ، 2. وَقِلَّةَ الطَّعَامِ، 3. وَقِلَّةَ الْمَنَامِ | أركان التصوف |
| — علي بن أبي طالب |                                                                                     |              |

وأضاف الإمام يحيى بن معاذ الرازي  تعريفا آخر لهذه الأركان في طريق الله ، وذلك في قوله:
| أركان التصوف                                                       | جَاهِدْ نَفْسَكَ بِأَسْيَافِ الرِّيَاضَةِ. وَالرِّيَاضَةُ عَلَى أَرْبَعَةِ أَوْجُهٍ: 1. الْقُوتُ مِنَ الطَّعَامِ، 2. وَالْغَمْضُ مِنَ الْمَنَامِ، 3. وَالْحَاجَةُ مِنَ الْكَلاَمِ، 4. وَحَمْلُ الأَذَى مِنْ جَمِيعِ الأَنَامِ | أركان التصوف |
| — يحيى بن معاذ الرازي ، إتحاف السادة المتقين بشرح إحياء علوم الدين | |              |

وزاد على ذلك الإمام أبو حامد الغزالي  وصفا للأبدال في التزامهم بأركان طريق الله ، وذلك في قوله:
| أركان التصوف                          | الأَبْدَالُ: 1. أَكْلُهُمْ فَاقَةٌ، 2. وَنَوْمُهُمْ غَلَبَةٌ، 3. وَكَلاَمُهُمْ ضَرُورَةٌ | أركان التصوف |
| — أبو حامد الغزالي ، إحياء علوم الدين |                                                          |              |

وأفاض في ذلك الإمام سهل التستري  في وصفه للأبدال في التزامهم بأسس طريق الله ، وذلك في قوله:
| أركان التصوف                     | مَا صَارَ الأَبْدَالُ أَبْدَالاً إِلاَّ بِأَرْبَعِ خِصَالٍ: 1. بِإِخْمَاصِ الْبُطُونِ، 2. وَالسَّهَرِ، 3. وَالصَّمْتِ، 4. وَالاِعْتِزَالِ عَنِ النَّاسِ | أركان التصوف |
| — سهل التستري ، إحياء علوم الدين | |              |

## ثمارها
بَيَّنَ الإمام يحيى بن معاذ الرازي  ثمار الالتزام بالأركان الأربعة في طريق الله ، وذلك في قوله:
| أركان التصوف                             | وَيَتَوَلَّدُ: 1. مِنْ قِلَّةِ الطَّعَامِ: مَوْتُ الشَّهَوَاتِ، 2. وَمِنْ قِلَّةِ الْمَنَامِ: صَفْوُ الإِرَادَاتِ، 3. وَمِنْ قِلَّةِ الْكَلاَمِ: السَّلاَمَةُ مِنَ الآفَاتِ، 4. وَمِنِ اِحْتِمَالِ الأَذَى: الْبُلُوغُ إِلَى الْغَايَاتِ | أركان التصوف |
| — يحيى بن معاذ الرازي ، إحياء علوم الدين | |              |

## وصلات خارجية
- "أصول الطريق: الجوع والصمت والسهر والعزلة": قناة الوابل الطيب في جويلية 2013م على يوتيوب.
- "شهوة البطن في الطريق إلى الله": الدكتور محمد مهنا في مارس 2017م على يوتيوب.